# توشوتسی
توشوتسی (به بلغاری: Toshevtsi) یک منطقهٔ مسکونی در بلغارستان است که در شهرستان گرامادا واقع شده‌است.
 توشوتسی  ۱۶۲ نفر جمعیت دارد و ۲۶۶ متر بالاتر از سطح دریا واقع شده‌است.